# Конкакафов шампионат у фудбалу за жене 2022.
Конкакафов шампионат у фудбалу за жене 2022. било је 11. издање Конкакафовог шампионата у фудбалу за жене, четворогодишњег међународног првенства за жене у фудбалу на којем су учествовале сениорске женске репрезентације чланица асоцијација Конкакафа, регионалног управљачког тела Северне Америке, Централне Америке и Кариба. На турниру који је одржан од 4. до 18. јула 2022. године у Мексику је играло осам екипа. Сједињене Државе су изашле као победник, победивши Канаду са 1 : 0 у финалу.
Турнир је служио Конкакафу као квалификације за Светско првенство у фудбалу за жене 2023. које се одржавало у Аустралији и Новом Зеланду, као и за фудбалски турнир на Летњим олимпијским играма 2024. у Француској. Два најбоља тима у свакој од две групе су се квалификовала за Светско првенство, док су трећепласирани тимови из сваке групе прошли у међуконфедерационо плеј-оф. Поред тога, победник се квалификовао за Олимпијске игре 2024. и Златни куп Конкакафа 2024. године, док су другопласирани и трећепласирани тимови напредовали у доигравање за Олимпијске игре.
Сједињене Државе су биле двоструки бранилац титуле, освојивши турнире 2014. и 2018. године.

## Квалификације
Квалификационо такмичење је одржано у фебруару и априлу 2022. године. За шест од осам доступних места, тридесет тимова је извучено у шест група од по пет, и одиграли су две домаће и две гостујуће утакмице у једном кругу. Шест победника група пласирало се на финални турнир Конкакафа за жене Ж. Поред тога, Канада и Сједињене Америчке Државе, два најбоље рангирана тима Конкакафа на ФИФА женској светској ранг листи у августу 2020., аутоматски су се квалификовале.

### Квалификоване репрезентације
Следећи тимови су се квалификовали за финални турнир Конкакафа за жене.
| Екипа                               | Начин квалификације             | Датум квалификације | Наступи у финалима | Претходне најбоље перформансе                             | Претходна учешћа на светским првенствима | ФИФА рангирање на почетку шампионата |
| ----------------------------------- | ------------------------------- | ------------------- | ------------------ | --------------------------------------------------------- | ---------------------------------------- | ------------------------------------ |
| Канада                              | Аутоматски                      | 10. децембар 2020.  | 10                 | Шампиони (1998, 2010)                                     | 7                                        | 6                                    |
| Сједињене Државе · (носилац титуле) | Аутоматски                      | 10. децембар 2020.  | 10                 | Шампиони (1991, 1993, 1994, 2000, 2002, 2006, 2014, 2018) | 8                                        | 1                                    |
| Мексико (домаћин)                   | Квалификациона група А победник | 12. април 2022.     | 10                 | Другопласирана (1998, 2010)                               | 3                                        | 26                                   |
| Костарика                           | Квалификациона група Б победник | 12. април 2022.     | 8                  | Другопласирана (2014)                                     | 1                                        | 37                                   |
| Јамајка                             | Квалификациона група Ц победник | 12. април 2022.     | 7                  | Треће место (2018)                                        | 1                                        | 51                                   |
| Панама                              | Квалификациона група Д победник | 12. април 2022.     | 4                  | Четврто место (2018)                                      | 0                                        | 57                                   |
| Хаити                               | Квалификациона група Е победник | 12. април 2022.     | 6                  | Четврто место (1991)                                      | 0                                        | 60                                   |
| Тринидад и Тобаго                   | Квалификациона група Ф победник | 12. април 2022.     | 11                 | Треће место (1991)                                        | 0                                        | 76                                   |

## Град и стадиони
Дана 14. фебруара 2022, Конкакаф је најавио да ће домаћин турнира бити Мексико, а сви мечеви ће бити одиграни у градској области Монтереја..
| ГвадалупеСан Николас де лос Гарза |                                     |                          |
| ГвадалупеСан Николас де лос Гарза | Гвадалупе                           | Сан Николас де лос Гарза |
| --------------------------------- | ----------------------------------- | ------------------------ |
| ГвадалупеСан Николас де лос Гарза | Стадион ББВА (Стадион ФК Монтереја) | Стадион Университарио    |
| ГвадалупеСан Николас де лос Гарза | Капацитет: 53.500                   | Капацитет: 41.615        |
| ГвадалупеСан Николас де лос Гарза |                                     |                          |

## Формат
На турниру је играло осам тимова, извучени у две групе по четири тима и одиграли су појединачне мечеве по кругу. Два најбоља тима из сваке групе су се пласирала у нокаут фазу и квалификовала се за Светско првенство у фудбалу за жене 2023. Две трећепласиране екипе из групне фазе су се пласирале у међуконфедерационо доигравање. Број места је проширење у односу на претходно квалификационо такмичење за Светско првенство за жене, које је доделило само 3,5 места Конкакафу.
Нокаут фаза је укључивала полуфинале, меч за треће место и финале за одређивање шампиона. Победници такмичења пласирали су се на фудбалски турнир на Летњим олимпијским играма у Француској 2024. године, док су другопласирани и трећепласирани пласирали у плеј-оф за Олимпијске игре.

### Нерешени резултати
Тимови се рангирају према количнику освојених бодова (3 бода за победу, 1 бод за реми, 0 поена за пораз). Пласман тимова у свакој групи утврђује се на следећи начин (прописи чланови 12.4 и 12.7.):
1. бодови добијени у свим групним утакмицама
2. гол разлика у свим утакмицама у групи
3. број постигнутих голова на свим утакмицама у групи

Ако су две или више екипа изједначене на основу горе наведена три критеријума, њихов пласман се утврђује на следећи начин:
1. бодови добијени у групним утакмицама између дотичних тимова,
2. гол разлика у групним утакмицама између дотичних тимова
3. број голова постигнутих у групним утакмицама између дотичних тимова
4. фер плеј бодови у свим утакмицама у групи:
  - први жути картон: минус 1 бод
  - индиректни црвени картон (други жути картон): минус 3 бода
  - директан црвени картон: минус 4 бода
  - жути картон и директни црвени картон: минус 5 бодова
5. извлачење жреба (Конкакаф).

## Жреб
Жреб групне фазе одржан је 19. априла 2022, у 19:00 ЕДТ (УТЦ−4), у Мајамију. Осам тимова је подељено у четири групе по два тима, на основу Светске ранг листе ФИФА за жене из јуна 2021. Највише рангирана нација, Сједињене Државе, аутоматски је постављена на позицију 1 групе А, док је друга највише рангирана нација, Канада, постављена на позицију 1 групе Б. Преостале екипе су извучене у Групу А и Б у ред, заузимајући позицију која одговара њиховом шеширу.
| Шешир 1                                                         | Шешир 2                         | Шешир 3                      | Шешир 4                               |
| --------------------------------------------------------------- | ------------------------------- | ---------------------------- | ------------------------------------- |
| - Сједињене Државе (1) (позиција А1) - Канада (8) (позиција Б1) | - Мексико (28) - Костарика (36) | - Јамајка (51) - Панама (60) | - Хаити (62) - Тринидад и Тобаго (70) |

## Састави репрезентација
Свака репрезентација је морала да достави прелиминарни списак до 60 играча, од којих 5 морају бити голмани, најмање тридесет дана пре утакмице отварања турнира. Користећи играче само са ове листе, сваки тим мора да достави коначан састав од 23 играча, од којих 3 морају бити голмани, најмање десет дана пре утакмице отварања турнира. Ако се играч повреди или разболи довољно тешко да спречи своје учешће на турниру пре прве утакмице свог тима, или након завршетка групне фазе, може да буде замењен другим играчем са прелиминарне листе.

## Групна фаза
Распоред турнира, без почетне сатнице, објављен је 20. априла 2022, дан након жребања.
Два најбоља тима из сваке групе квалификовала су се за Светско првенство у фудбалу за жене 2023. у Аустралији и Новом Зеланду. Трећепласирани тимови у свакој групи пласирали су се у међуконфедерацијски плеј-оф.
Сва времена су локална, ЦДТ (УТЦ−5).

### Група А
| Pos | Тим              | О | П | Н | И | ГД | ГП | ГР | Бод. | Qualification                                                          |
| --- | ---------------- | - | - | - | - | -- | -- | -- | ---- | ---------------------------------------------------------------------- |
| 1   | Сједињене Државе | 3 | 3 | 0 | 0 | 9  | 0  | +9 | 9    | Квалификације за Светско првенство за жене и напредовали у нокаут фазу |
| 2   | Јамајка          | 3 | 2 | 0 | 1 | 5  | 5  | 0  | 6    | Квалификације за Светско првенство за жене и напредовали у нокаут фазу |
| 3   | Хаити            | 3 | 1 | 0 | 2 | 3  | 7  | −4 | 3    | Напредовали за интерконфедерацијски плеј-оф                            |
| 4   | Мексико          | 3 | 0 | 0 | 3 | 0  | 5  | −5 | 0    |                                                                        |

| Сједињене Државе                             | 3:0                                  | Хаити |
| -------------------------------------------- | ------------------------------------ | ----- |
| - Алекс Морган 16’, 23’ - Маргарет Перси 84’ | Извештак (ФИФА) Извештај (Конакакаф) |       |

| Мексико | 0 : 1                                | Јамајка         |
| ------- | ------------------------------------ | --------------- |
|         | Извештај (ФИФА) Извештај (Конакакаф) | - Кадија Шау 8’ |

| Јамајка | 0 : 5                               | Сједињене Државе                                                                     |
| ------- | ----------------------------------- | ------------------------------------------------------------------------------------ |
|         | Извештај (ФИФА) Извештај (Конкакаф) | - Софија Смит 5’, 8’ - Роуз Лавел 59’ - Кристи Мевис 83’ (пен.) - Тринити Родман 86’ |

| Хаити                                                                          | 3 : 0                               | Мексико |
| ------------------------------------------------------------------------------ | ----------------------------------- | ------- |
| - Роузлорд Борхеља 14’ (пен.) - Нерилија Мондесир 67’ (пен.) - Ширли Хеуди 78’ | Извештај (ФИФА) Извештај (Конкакаф) |         |

| Јамајка                                                         | 4 : 0                               | Хаити |
| --------------------------------------------------------------- | ----------------------------------- | ----- |
| - Труди Картер 26’ - Кадија Шау 58’, 70’ (пен.) - Дру Спенс 79’ | Извештај (ФИФА) Извештај (Конкакаф) |       |

| Сједињене Државе   | 1 : 0                               | Мексико |
| ------------------ | ----------------------------------- | ------- |
| - Кристи Мевис 89’ | Извештај (ФИФА) Извештај (Конкакаф) |         |

### Група Б
| Pos | Тим               | О | П | Н | И | ГД | ГП | ГР  | Бод. | Qualification                                                          |
| --- | ----------------- | - | - | - | - | -- | -- | --- | ---- | ---------------------------------------------------------------------- |
| 1   | Канада            | 3 | 3 | 0 | 0 | 9  | 0  | +9  | 9    | Квалификације за Светско првенство за жене и напредовали у нокаут фазу |
| 2   | Костарика         | 3 | 2 | 0 | 1 | 7  | 2  | +5  | 6    | Квалификације за Светско првенство за жене и напредовали у нокаут фазу |
| 3   | Панама            | 3 | 1 | 0 | 2 | 1  | 4  | −3  | 3    | Напредовали за интерконфедерацијски плеј-оф                            |
| 4   | Тринидад и Тобаго | 3 | 0 | 0 | 3 | 0  | 11 | −11 | 0    |                                                                        |

| Костарика                                                                  | 3 : 0                               | Панама |
| -------------------------------------------------------------------------- | ----------------------------------- | ------ |
| - Ракел Родригез 6’ - Марија Пола Салас 24’ - Катерине Алварадо 60’ (пен.) | Извештај (ФИФА) Извештај (Конкакаф) |        |

| Канада | 6 : 0                               | Тринидад и Тобаго |
| --- | ----------------------------------- | ----------------- |
| - Кристин Синклер 27’ - Џулија Гросо 67’, 79’ - Џеси Флеминг 84’ - Џанин Беки 86’ - Џордин Хјуитема 90+1’ | Извештај (ФИФА) Извештај (Конкакаф) |                   |

| Тринидад и Тобаго | 0 : 4                               | Костарика                                                                        |
| ----------------- | ----------------------------------- | -------------------------------------------------------------------------------- |
|                   | Извештај (ФИФА) Извештај (Конкакаф) | - Кристин Гранадос 18’, 44’ - Лорин Хатчинсон 33’ (а.г.) - Катерине Алварадо 48’ |

| Панама | 0 : 1                               | Канада             |
| ------ | ----------------------------------- | ------------------ |
|        | Извештај (ФИФА) Извештај (Конкакаф) | - Џулија Гросо 64’ |

| Канада                             | 2 : 0                               | Костарика |
| ---------------------------------- | ----------------------------------- | --------- |
| - Џеси Флеминг 5’ - Софи Шмидт 69’ | Извештај (ФИФА) Извештај (Конкакаф) |           |

| Панама           | 1 : 0                               | Тринидад и Тобаго |
| ---------------- | ----------------------------------- | ----------------- |
| - Марта Кокс 43’ | Извештај (ФИФА) Извештај (Конкакаф) |                   |

## Нокаут фаза
У нокаут фази, ако је утакмица резултатски била изједначена на крају регуларног времена за игру, играли су се продужеци (два периода од по 15 минута), а након тога, ако је потребно, следило је извођење једанаестераца како би се одредили победници.

### Мрежа
|  | Полуфинале                                   | Полуфинале |                                   |   | Финале | Финале |
|  |                                              |            |                                   |   |        |        |
|  | 14. јул – Стадион Университарио, Сан Николас |            |                                   |   |        |        |
|  |                                              |            |                                   |   |        |        |
|  | Сједињене Државе                             | 3          |                                   |   |        |        |
|  | Сједињене Државе                             | 3          | 18. јул – Стадион ББВА, Гвадалупе |   |        |        |
|  | Костарика                                    | 0          |                                   |   |        |        |
|  | Костарика                                    | 0          | Сједињене Државе                  | 1 |        |        |
|  | 14. јул – Стадион Университарио, Сан Николас |            | Сједињене Државе                  | 1 |        |        |
|  |                                              | Канада     | 0                                 |   |        |        |
|  | Канада                                       | Канада     | 0                                 | 3 |        |        |
|  | Канада                                       |            |                                   | 3 |        |        |
|  | Јамајка                                      | 0          |                                   |   |        |        |
|  | Јамајка                                      | 0          | Утакмица за треће место           |   |        |        |
|  |                                              |            |                                   |   |        |        |
|  | 18. јул – Стадион ББВА, Гвадалупе            |            |                                   |   |        |        |
|  |                                              |            |                                   |   |        |        |
|  | Костарика                                    | 0          |                                   |   |        |        |
|  | Костарика                                    | 0          |                                   |   |        |        |
|  | Јамајка (п. с. н.)                           | 1          |                                   |   |        |        |

### Полуфинале
| Сједињене Државе                                         | 3 : 0                               | Костарика |
| -------------------------------------------------------- | ----------------------------------- | --------- |
| - Емили Сонет 34’ - Малори Пју 45+3’ - Ешли Санчез 90+5’ | Извештај (ФИФА) Извештај (Конкакаф) |           |

| Канада                                                    | 3 : 0                               | Јамајка |
| --------------------------------------------------------- | ----------------------------------- | ------- |
| - Џеси Флеминг 18’ - Алиша Чапман 64’ - Адријана Леон 76’ | Извештај (ФИФА) Извештај (Конкакаф) |         |

### Утакмица за треће место
Победник се пласирао на „плеј ин фазу” Конкакафа за Олимпијске игре 2024.
| Костарика | 0 : 1 (п. с. н.)                    | Јамајка                  |
| --------- | ----------------------------------- | ------------------------ |
|           | Извештај (ФИФА) Извештај (Конкакаф) | - Калиса Ван Зантен 102’ |

### Финале
Победник се квалификовао за фудбалски турнир на Летњим олимпијским играма 2024. године који се одржавао у Француској и на Конкакафов Златни куп у фудбалу за жене 2024. Другопласирани је напредовали на „плеј ин фазу” Конкакафа за Олимпијске игре 2024.
| Сједињене Државе          | 1 : 0                               | Канада |
| ------------------------- | ----------------------------------- | ------ |
| - Алекс Морган 78’ (пен.) | Извештај (ФИФА) Извештај (Конкакаф) |        |